# Gli orgogliosi
Gli orgogliosi è un film del 1953 diretto da Yves Allégret.
Il soggetto è tratto da un romanzo di Jean-Paul Sartre. Gli interpreti principali sono Gérard Philipe e Michèle Morgan; in un piccolo ruolo compare anche il regista spagnolo Luis Buñuel.

## Trama
Alvarado è un piccolo villaggio sulla costa messicana. Nellie arriva nel paesino in cerca di un dottore in grado di curare il marito malato, ma l'unico medico è Georges, ormai dedito all'alcol, che non può fare altro che constatare la morte dell'uomo per meningite, morbo che si sta diffondendo nella regione.
Nellie è preoccupata in quanto non si sente triste per la morte del marito e controvoglia deve restare nel paesino, in attesa di ottenere l'autorizzazione per il rimpatrio della salma. Per ragioni sanitarie, però, il marito deve essere sepolto in loco ma lei deve fare fronte anche alla mancanza di denaro (le hanno infatti rubato tutti i soldi), alla corte insistente di Don Rodrigo, il padrone dell'hotel, e subire una dolorosa vaccinazione lombare anti meningite.
Anche Georges viene vessato da Don Rodrigo, il quale approfitta della sua dipendenza per renderlo ridicolo di fronte a tutti. L'uomo ha iniziato a bere dopo la morte per parto della moglie, che lui stesso stava seguendo, ma grazie alla presenza di Nellie e alla malattia che sembra colpire anche chi è vaccinato cerca di stare lontano dalla bottiglia per aiutare gli abitanti.
Nellie riesce a scappare dall'hotel dove don Rodrigo ha cercato di abusare di lei e corre sulla spiaggia, dove viene accolta tra le braccia di Georges.